# 楊嘉雯
楊 嘉雯（ヨン・ガーマン、英語名：シェリー・ヤン、Shirley Yeung、1979年12月20日 - ）は、香港の歌手、女優。日本での芸名は、范姜 明月（ハンキョウ・メイゲツ、Lunar Franklein）。

## 人物
中国、フランス、ベトナムの混血である。広東語、北京語、英語、日本語が話せる。

## 経歴
- 1995年

街頭でのスカウトをきっかけにモデル活動を開始。複数のプロダクションにて広告活動（雑誌、新聞、商品広告等を行う。）
- 1997年

映画に初出演作品名「色降２之萬里驅魔」タイにて撮影。
- 1998年

「香港スーパースターモデルコンテスト1998」に出場し、最優秀グランプリ賞を受賞。この頃、香港のシンガー、陳潔靈（Elisa Chan）よりボーカルトレーニングを受け始める。その後、ジャッキーチェン主宰のプロダクションカンパニー、東方魅力(Star East)に所属。映画、CM広告、ライブイベント活動を行う。この頃香港での活動と平行して、台湾、マカオ、中国での仕事を開始する。
- 2000年

Hair Show 2000にてモデルとして出演
CM出演｢香港電訊｣(家庭電話機、携帯電話等のCM)
- 2001年

香港テレビドラマ｢縦横四海｣(モデルとして出演)
香港テレビ｢Star East Net星座相對論｣1年間司会として活動(星占いトーク番組)
Pacino Wan 2001ファッションショー出演
- 2002年

香港ミュージカル｢超級無敵Super Show｣出演(約90日間)
CM出演｢溢泉芬蘭浴｣(入浴剤)
- 2003年

東方魅力との契約期間を終え、フリーアーティストとして活動を開始。映画出演、CM広告、ライブイベント活動等。
- 2004年

映画｢大阪ハリケーン｣をサモ・ハン・キンポウ(洪金寶)の恋人役で出演。日本でも上映される。｢大阪ハリーケーン｣のプロモーションの為に来日。日本では、関西テレビのプログラムに出演。
CM出演｢八寶豊胸健美茶｣(ダイエット茶)中国、台湾のみ放映。
渋谷縦横のメンバーである岩本豊、柿沼憲太郎と出会い、ユニット結成現在のアーティストネームである范姜明月　(Lunar Franklein)として本格に歌手活動を開始。2004年3月にファーストアルバム｢香港宝貝｣(発売元 ALSONG MUSIC)リリース。アルバムのアーティスト名クレジットは｢范姜明月@渋谷縦横｣
CDアルバム｢上海偸情｣香港ミュージックチャート18位ランクイン又、2004年｢香港人気歌手66位ランクイン｣
- 2007年

4月にセカンドアルバム｢Around the Universe｣(発売元 ALSONG MUSIC)リリース。アルバムのバンド名クレジットは｢Shibuya Central｣
- 2008年

8月に亞州電視(Asia Televiston Limited)に所属。

## ディスコグラフィ
2004年
香港寶貝 (広東語アルバム)
2007年
Around the Universe (広東語、日本語新曲+ベストアルバム)

## 出演

### 映画
1998年
- 色降II之萬里驅魔 (香港映画)

1999年
- 囍 (香港映画)

2000年
- 賭聖III之無名小子 (香港映画)
- 唔該借歪 (香港映画)

2001年
- 狗仔大 (香港映画)

2002年
- 色慾都市之天生買衫狂 (香港映画)
- 色慾都市之富豪相簿  (香港映画)

2003年
- 色慾都市之淫人師表 (香港映画)
- 香港性書大享 (香港映画)
- 少女足球 (香映画)
- 齊天大聖II之大破盤西洞 (香港映画)
- 金鴨 (中国映画)
- 偸窺無罪之誘人犯罪 (香港映画)
- 色慾中環 (香港映画)
- 愛在三級的日子 (香港映画)
- 幽靈人間之鬼話連篇 (中国映画)
- 絶種好男人 (香港映画)

2004年
- 網絡少女 (中国映画)
- 新紮女賊 (中国映画)
- 精裝追女仔2004 (香港映画)

2005年
- 大阪摔角飯店 (日本映画)

### テレビドラマ
1999年
- 縦横四海 (香港ドラマ)

2003年
- 夏日凍檸茶 (香港ドラマ)

### CM
1999年
- 香港電訊 (香港CM)

2001年
- 溢泉芬蘭浴 (香港CM)

2002年
- 生力啤 (香港CM)

2003年
- 八味豊波熱湯飲 (台湾CM)

### 舞台劇
2001年
- 超級無敵獎門人之絶對舞台Super Show

### 司会
2000年
- Star East Net星座相對論

2008年
- 芳草尋源V

### ファッションショー
2000年
- Hair Show

2001年
- Pacino Wan　(2001年)

### 写真集
- Star East 千禧泳衣水著
- Racing Queen
- 百科全書之衣着篇　〈1-12篇〉